# Die Liebe einer Frau (Erzählung)

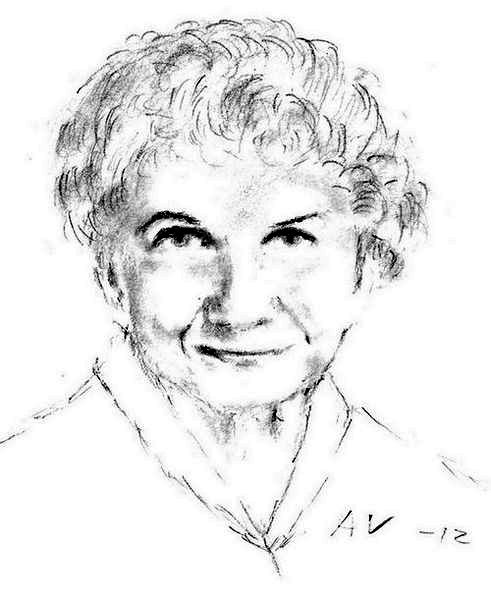
Alice Munro, Nobelpreis für Literatur 2013

Die Liebe einer Frau (im Original The Love of a Good Woman, 1996 / 1998) ist eine Erzählung von Alice Munro, die zuerst in The New Yorker mit dem Untertitel „A Murder, a Mystery, a Romance“ veröffentlicht worden ist. In der Geschichte geht es um Menschen aus verschiedenen Generationen, die am selben Ort wohnen, um ihren Zusammenhalt, um Erinnerung, um Liebe und Berufung und um einen möglichen Mord.
Das Werk zählt zu den längsten Erzählungen der Autorin. Die Version von 1998 umfasst ca. 75 Seiten und besteht aus einem Vorspann von einer Seite und den Teilen „I“-„IV“ mit zusammen 27 Abschnitten. Der dritte Teil hat nur einen einzigen Abschnitt von 6 Seiten Länge. Darin wird ein Mord geschildert.
- (Vorspann)
- I. Jutland
- II. Heart Failure
- III. Mistake
- IV. Lies

## Handlung
1951 sei der Augenoptiker im Fluss ertrunken, heißt es im Vorspann, wo der Text einer Plakette wiedergegeben ist, die an dessen medizinischem Instrumentarium in einem regionalen Museum angebracht wurde: Es sei vermutlich von dem anonymen Spender gefunden worden. Teil I schildert den sozialen Hintergrund von drei Jungen und wie sie eines Tages ein Auto schräg im Fluss stecken sehen und in dem Auto den Optiker, was sie zunächst zuhause verschweigen und am nächsten Tag der Polizei melden wollen, wo es zu einem Streich kommt. Teil III ist eine Rückblende und wird von den Teilen II und IV gerahmt, die vom Leben und Wirken der Krankenschwester Enid handeln, die vor Einsatzbereitschaft kaum bei sich ist und gelegentlich sogar ihre Mutter mit einspannen muss, um mit der Arbeit über die Runden zu kommen. Enid hat einen sexuellen Traum und körperliches Interesse an dem ehemaligen Mitschüler Rupert, doch da gibt es Hindernisse, die im Verlauf der Geschichte einerseits klarer und andererseits unklarer werden. Das Ende, das wiederum an einem Fluss spielt, ist offen.

## Interpretationsansätze
Judith McCombs meint, dass Munro mit den Geschichten, die mit den Figuren verbunden sind, wesentlich ältere Archetypen umarbeitet. Auseinandergerissene Elemente aus Grimms Märchen würden wieder zum Leben erweckt, gewendet und rekombiniert. Dennis Duffy sieht in diesem Werk drei Punkte, an denen Munro das Paradoxe der Erfahrung zur Sprache bringt. Auf der inhaltlichen Ebene sei dies die Uneindeutigkeit des Endes und der rätselhafte Beginn der Erzählung. Auf der Ebene der narrativen Struktur gebe es eine Ausgestaltung des Paradoxen in der Rolle, die die drei Jungen einnehmen, als sie den Augenoptiker im Fluss finden und bald danach aus der Erzählung verschwinden. Körperliches werde auf eine Weise und einem Ton thematisiert, der an den ersten Korintherbrief erinnere. Es gehe um ungewaschene Körper und um Nikotinausdünstungen, um verdorbene Nahrungsmittel, um Gerüche von Toten und Sterbenden etc. Allein die vornehme Enid sowie die planschenden kleinen Töchter einer Sterbenden und der Optiker, der schon tot ist, benötigen kein Bad, so Duffy. Darüber hinaus, wie das Ende der Erzählung andeute, sei Wasser aber nicht nur eine Gefahr, sondern auch sexy.
Munro schreibt: „Das plötzliche Umschwenken von Sex zu Mord zu Kooperation unter Eheleuten erschien mir als eine jener fabelhaften, unwahrscheinlichen und akrobatischen Vorführstücke menschlichen Verhaltens.“

## Ausgaben und Versionen
„Die Liebe einer Frau“ ist die Titelgeschichte von Munros neunter Kurzgeschichtensammlung (1998), die 2000 auf Deutsch erschien. Zuerst war das lange Werk am 23. Dezember 1996 in The New Yorker publiziert worden. Die spätere Version wurde 2003 und 2011 erneut in Munros englischsprachige Auswahlbände aufgenommen.
Die Zeitschriftenversion von 1996 und die Buchversion von 1998 unterscheiden sich darin, dass die Buchversion ohne Untertitel ist. Ferner darin, dass zu Beginn des dritten Abschnitts eine Wortwiederholung weggelassen wurde (kursiv markiert): „It was their first time out this year. First, they had come across the bridge over the Peregrine River ...“ und im vierten Abschnitt um ein Wort gekürzt worden ist: „They had something close in front of them, a picture in front of their eyes that came between them and the world, which was exactly the thing most adults seemed to have.“ Am Ende des zehnten Abschnitts fehlen in der Buchversion die beiden Sätze (kursiv markiert): „'Your fly's undone', he said. Then they all whooped an ran away. The jolt of freedom, the joy of outrage, the uttermost trespass.“ Im sechzehnten Abschnitt wurde eine Beschreibung um ein Adjektiv gekürzt („her dark thick hair“), im achtzehnten sind folgende Worte ersetzt worden: „But there/this was a good house still, that scrubbing and painting could restore. But/Though what could you do about the ugly brown paint that had been recently and sloppily applied to the frontroom floor?“